# Trithemis hecate
Trithemis hecate – gatunek ważki z rodziny ważkowatych (Libellulidae). Występuje w Afryce Subsaharyjskiej, gdzie jest szeroko rozpowszechniony, na Madagaskarze i Majotcie.
W RPA imago lata od listopada do końca maja. Długość ciała 40,5–43 mm. Długość tylnego skrzydła 30,5–31 mm.